# 12566 Дерічардсон
12566 Дерічардсон (12566 Derichardson) — астероїд головного поясу, відкритий 16 вересня 1998 року.
Тіссеранів параметр щодо Юпітера — 3,180.